# Niederrheinpokal

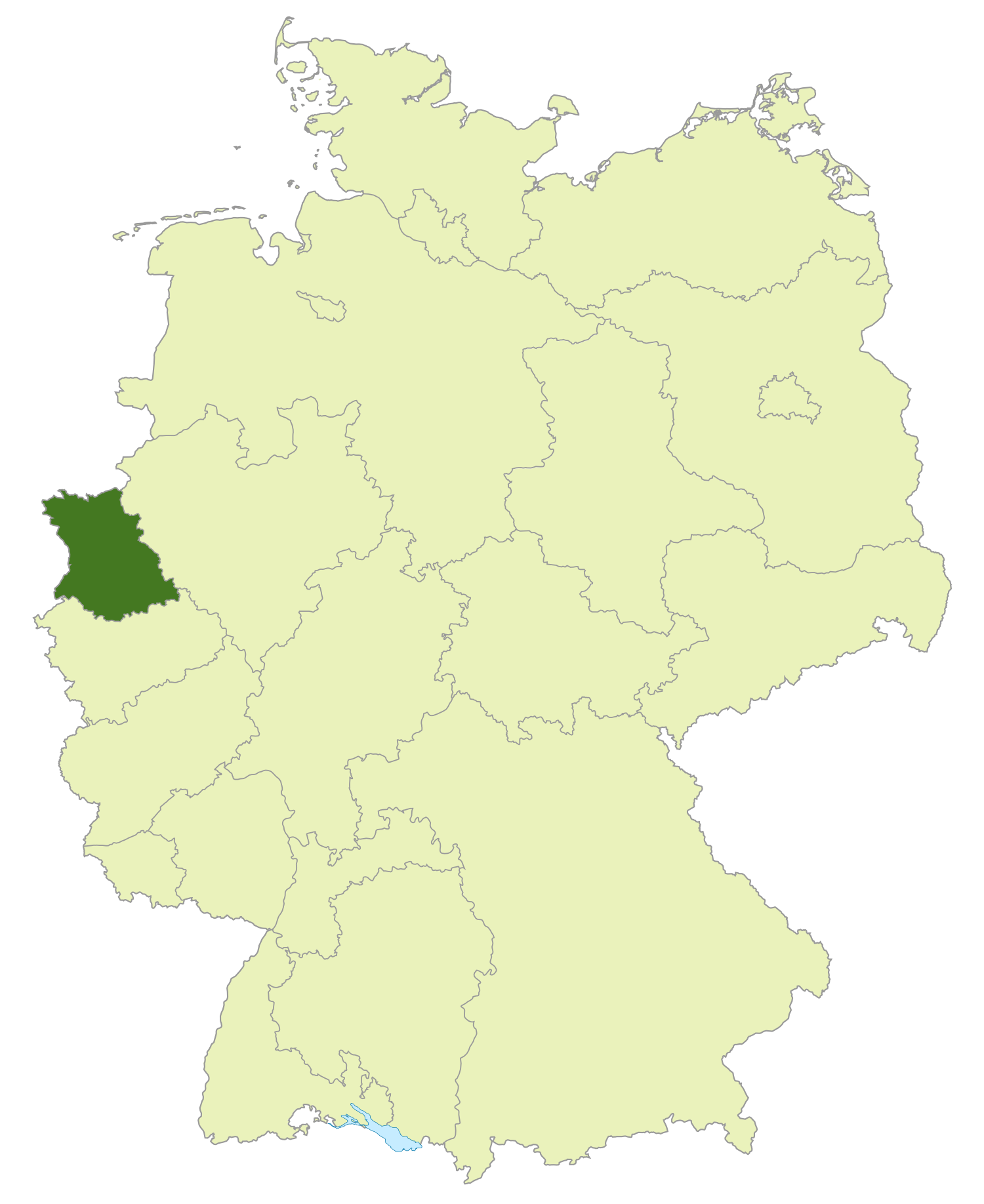
Dolní Porýní na mapě Německa

Niederrheinpokal je německá fotbalová soutěž pro týmy pod fotbalovým svazem Dolního Porýní (Landespokal, regionální pohár). Tento fotbalový svaz sdružuje ve svých řadách téměř 385 000 členů registrovaných v 9 151 klubech. Tento zemský pohár se hraje od roku 1981. Hraje se vyřazovacím K.O. systémem, soutěž má 6 kol a nehrají zde týmy z nejvyšších dvou německých soutěží. Od 1. kola soutěže hrají účastníci 3. ligy, dále pak týmy ze 4. ligy, Oberligy (5. ligy) (Oberliga Niederrhein) a vítězové Kreispokalů. Vítěz postupuje do DFB-Pokalu.

## Přehled vítězů
| 1981 | Wuppertaler SV         | 1991 | FC Remscheid                 | 2001 | KFC Uerdingen 05   | 2011 | Rot-Weiss Essen       | 2021 | Wuppertaler SV  |
| 1982 | Bayer 05 Uerdingen Am. | 1992 | Wuppertaler SV               | 2002 | Rot-Weiss Essen    | 2012 | Rot-Weiss Essen       | 2022 | SV Straelen     |
| 1983 | 1. FC Bocholt          | 1993 | Rot-Weiss Essen              | 2003 | SSVg Velbert       | 2013 | Sportfreunde Baumberg | 2023 | Rot-Weiss Essen |
| 1984 | neurčeno               | 1994 | FC Remscheid                 | 2004 | Rot-Weiss Essen    | 2014 | MSV Duisburg          | 2024 | Rot-Weiss Essen |
| 1985 | Wuppertaler SV         | 1995 | Rot-Weiss Essen              | 2005 | Wuppertaler SV     | 2015 | Rot-Weiss Essen       | 2025 | Rot-Weiss Essen |
| 1986 | SV Viktoria Goch       | 1996 | Rot-Weiß Oberhausen          | 2006 | SSVg Velbert       | 2016 | Rot-Weiss Essen       | 2026 |                 |
| 1987 | Schwarz-Weiß Essen     | 1997 | Borussia Mönchengladbach Am. | 2007 | Wuppertaler SV     | 2017 | MSV Duisburg          | 2027 |                 |
| 1988 | neurčeno               | 1998 | Rot-Weiß Oberhausen          | 2008 | Rot-Weiss Essen    | 2018 | Rot-Weiß Oberhausen   | 2028 |                 |
| 1989 | neurčeno               | 1999 | Wuppertaler SV               | 2009 | VfB Speldorf       | 2019 | KFC Uerdingen 05      | 2029 |                 |
| 1990 | FC Remscheid           | 2000 | Wuppertaler SV               | 2010 | Schwarz-Weiß Essen | 2020 | Rot-Weiss Essen       | 2030 |                 |